# Trực Thuận
Trực Thuận là một xã thuộc huyện Trực Ninh, tỉnh Nam Định, Việt Nam.
Xã Trực Thuận có diện tích 5,67 km², dân số năm 1999 là 7757 người, mật độ dân số đạt 1368 người/km².